# Route départementale 21 (Haute-Vienne)
Pour les articles homonymes, voir Route départementale 21.
La route départementale RD 21 abrégée en D21 est une route départementale de la Haute-Vienne, qui relie Les Cars à la limite de la Charente. Sa partie la plus fréquentée est de Saint-Laurent-sur-Gorre jusqu'à D 675
Elle continue sous le nom de D 30 dans le département de la Charente

## Communes traversées
Les Cars • Gorre • Saint-Laurent-sur-Gorre • Saint-Cyr • Saint-Junien •